# Quint Juni Marul
Quint Juni Marul (en llatí: Quintus Junius Marullus) va ser un cònsol designatus segons que diu Tàcit, que afirma que va ser cònsol (probablement sufecte) l'any 62. El seu nom no apareix als Fasti.